# Mydoom
MyDoom (известный также как Novarg, my.doom, W32.MyDoom@mm, Mimail.R) — почтовый червь для Microsoft Windows и Windows NT, распространение которого началось 26 января 2004.
Распространялся по электронной почте и через файлообменную сеть Kazaa. Файл-носитель второй версии червя имеет размер около 28 килобайт и содержит текстовую строку «sync-1.01; andy; I’m just doing my job, nothing personal, sorry», которая переводится «синхронизировать-1.01; энди; я просто делаю свою работу, ничего личного, извините».
При заражении компьютера A версией MyDoom'a, он создаёт бэкдор в системном каталоге system32, shimgapi.dll, открывающий TCP-порт в диапазоне от 3127 до 3198, а так же ещё один файл taskmon.exe. В период с 1 по 12 февраля Mydoom.A проводил DoS‑атаку на сайт SCO Group, а Mydoom.B (c 3 февраля) — на сайт Microsoft.
За несколько дней до DoS-атаки SCO Group заявила, что подозревает в создании червя сторонников операционной системы GNU/Linux, в которой якобы использовался принадлежавший SCO код, и объявила награду в 250 тысяч долларов за информацию, которая поможет поймать создателей MyDoom.
По данным компании HP, ущерб от деятельности MyDoom оценивается в 38 миллиардов долларов, что является рекордом за всю историю вредоносного ПО.
.
Первоначальный анализ MyDoom показал, что это вариант червя Mimail (отсюда и альтернативное название Mimail.R), что натолкнуло на мысль, что за обоих червей ответственны одни и те же люди. Более поздние анализы были менее убедительными в отношении связи между двумя червями.
MyDoom был назван Крейгом Шмугаром, сотрудником фирмы по компьютерной безопасности McAfee и одним из первых первооткрывателей червя. Шмугар выбрал это имя после того, как заметил текст «mydom» в строке кода программы. Он отметил: «С самого начала было очевидно, что это будет очень большой успех». Добавляя что: «Я подумал, что слово „дум“ в названии будет уместным».
Также MyDoom был упомянут в мультфильме Колобанга, где является вторичным антагонистом.

## Хронология событий
26 января 2004 г.: MyDoom впервые был обнаружен. Самые ранние сообщения приходят из России. В течение нескольких часов его распространения, червь снижает производительность Интернета примерно на 10%. Компании, которые занимаются компьютерной безопасностью сообщают, что примерно 10% всех электронных писем содержат червя.
27 января 2004 г.: SCO Group предлагает вознаграждение в 250 тыс. долларов США за поимку автора червя.
28 января 2004 г.: Появляется новая версия MyDoom.B. В новой версии появилась характеристика блокировки многих сайтов новостных лент, сайтов о компьютерной безопасности, а так же сайта Microsoft. Известно так же то, что в новой версии DoS-атака на сайт Microsoft начнётся 3 февраля 2004 г. Компании, которые занимаются компьютерной безопасностью заявляют, что каждое 5 электронное письмо содержит MyDoom.
29 января 2004 г.: Распространение MyDoom начинает снижаться. Microsoft так же предлагают награду в 250 тыс. долларов США за поимку автора червя.
1 февраля 2004 г.: MyDoom начинает DoS-атаку на сайт компании SCO. В данной атаке участвуют примерно 1 миллион компьютеров.
3 февраля 2004 г.: MyDoom начинает DoS-атаку на сайт компании Microsoft. Данная атака была неудачной, и microsoft.com за всё время атаки функционировал.
10-12 февраля 2004 г.: Появляется новая версия DoomJuice. Данная версия для распространения использует бэкдор, оставленный shimgapi.dll.
12 февраля 2004 г.: MyDoom.A прекращает распространение, однако бэкдор, оставленный shimgapi.dll, остаётся открытым.
1 марта 2004 г.: MyDoom.B прекращает распространение. Бэкдор, так же как и в случае с MyDoom.A, остаётся открытым.
26 июля 2004 г.: MyDoom атакует Google, AltaVista и Lycos.
9-10 сентября 2004 г.: Появляются новые версии U, V, W и X.
17-20 сентября 2004 г.: MyDoom.U, V, W и X прекращают распространение.
10 февраля 2005 г.: Появилась новая версия AO.
Июль 2009 г.: MyDoom атакует Южную Корею и США.